# Президентські вибори у США на Алясці 2020
Вибори Президента США 2020 року на Алясці відбулися у вівторок, 3 листопада 2020 року, в рамках президентських виборів 2020 року в Сполучених Штатах Америки. Виборці Аляски призначили виборників, які представили їх голос в колегії виборників 14 грудня 2020 року. Аляска мала 3 голоси вибірників.

## Результати
У 2020 році Дональду Трампу вдалося повторити успіх на Алясці, незважаючи на те, що кандидат від Демократичної партії Джо Байден зумів збільшити частку виборців порівняно з 2016 роком.
Виборчі дільниці в штаті закрилися о 8-й ранку 4 листопада. Висновок про перемогу Трампа американські ЗМІ зробили 11 листопада 2020 року. З урахуванням виборів на Алясці число голосів за Трампа становило 217. На той час його конкурент Джо Байден вже набрав необхідну для президентства кількість голосів виборців (270), зібравши їх вже 279.